# Краснодубровск
Краснодубровск (баш. Ҡыҙыл Дубровка) — деревня в Гафурийском районе Республики Башкортостан Российской Федерации. Входит в состав Бельского сельсовета. 

## География

### Географическое положение
Расстояние до:
- районного центра (Красноусольский): 10 км,
- центра сельсовета (Инзелга): 7 км,
- ближайшей ж/д станции (Белое Озеро): 20 км.

## Население
| 2002 | 2009 | 2010 |
| ---- | ---- | ---- |
| 24   | ↗35  | ↘12  |

Согласно переписи 2002 года, преобладающая национальность — русские (79 %).